# Sóc Sơn (xã)
Sóc Sơn là một xã thuộc thành phố Hà Nội, Việt Nam.

## Địa lý
Xã Sóc Sơn vị trí địa lý:
- Phía đông giáp xã Đa Phúc
- Phía tây giáp xã Nội Bài
- Phía bắc giáp xã Trung Giã
- Phía nam giáp xã Phúc Thịnh

## Lịch sử

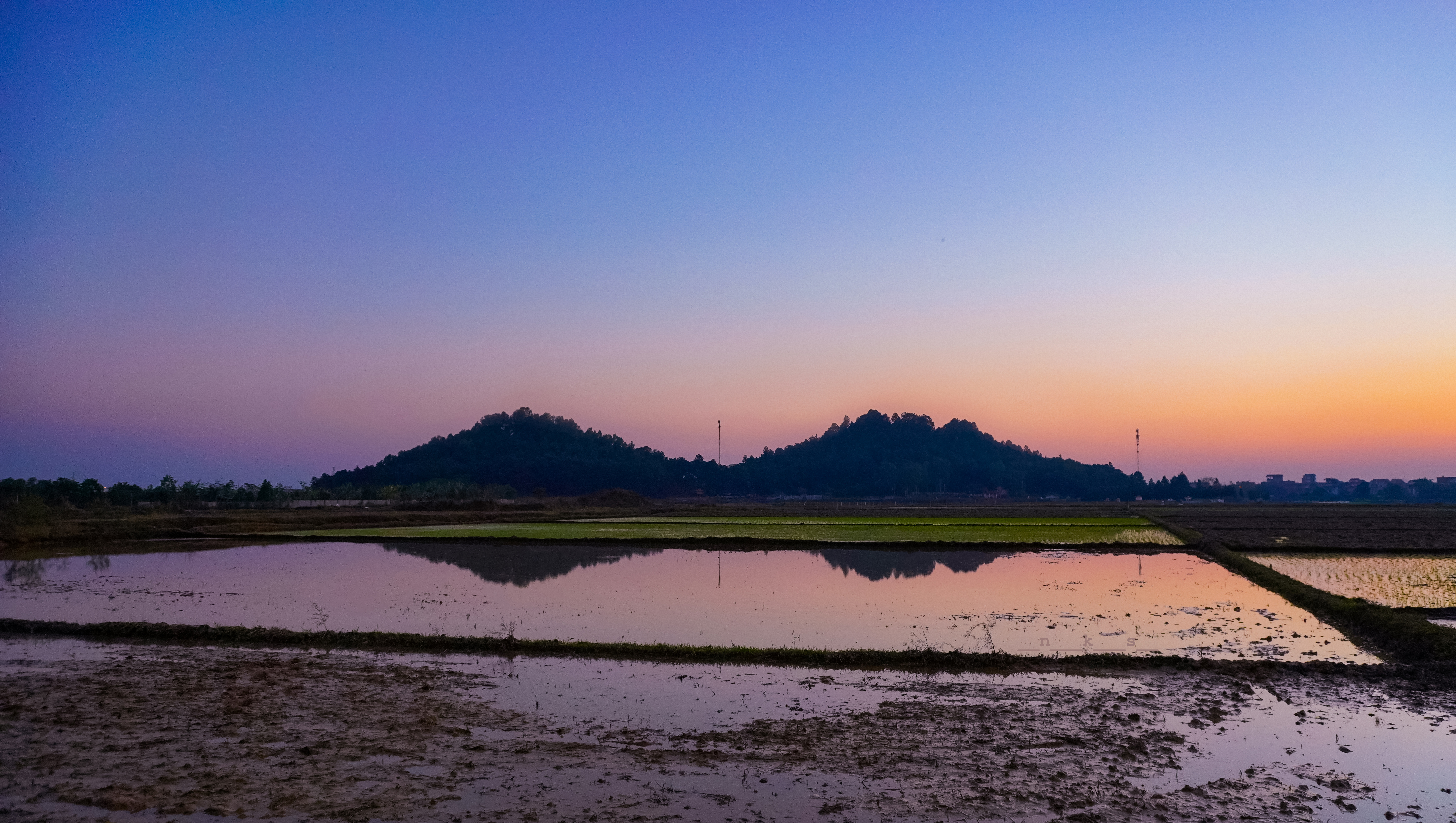
Núi Đôi

Thị trấn Sóc Sơn được thành lập năm 1987 trên cơ sở một phần diện tích tự nhiên và dân số của 2 xã Tiên Dược và Phù Linh.
Ngày 16 tháng 6 năm 2025, Quốc hội Việt Nam quyết định sắp xếp toàn bộ diện tích tự nhiên, quy mô dân số của thị trấn Sóc Sơn, xã Tân Minh và xã Đông Xuân các xã Phù Lỗ, Phù Linh, Tiên Dược, một phần diện tích tự nhiên, toàn bộ quy mô dân số của xã Mai Đình, một phần diện tích tự nhiên của xã Phú Minh và xã Quang Tiến thuộc huyện Sóc Sơn cũ, thành xã mới có tên gọi là xã Sóc Sơn.

## Hình ảnh

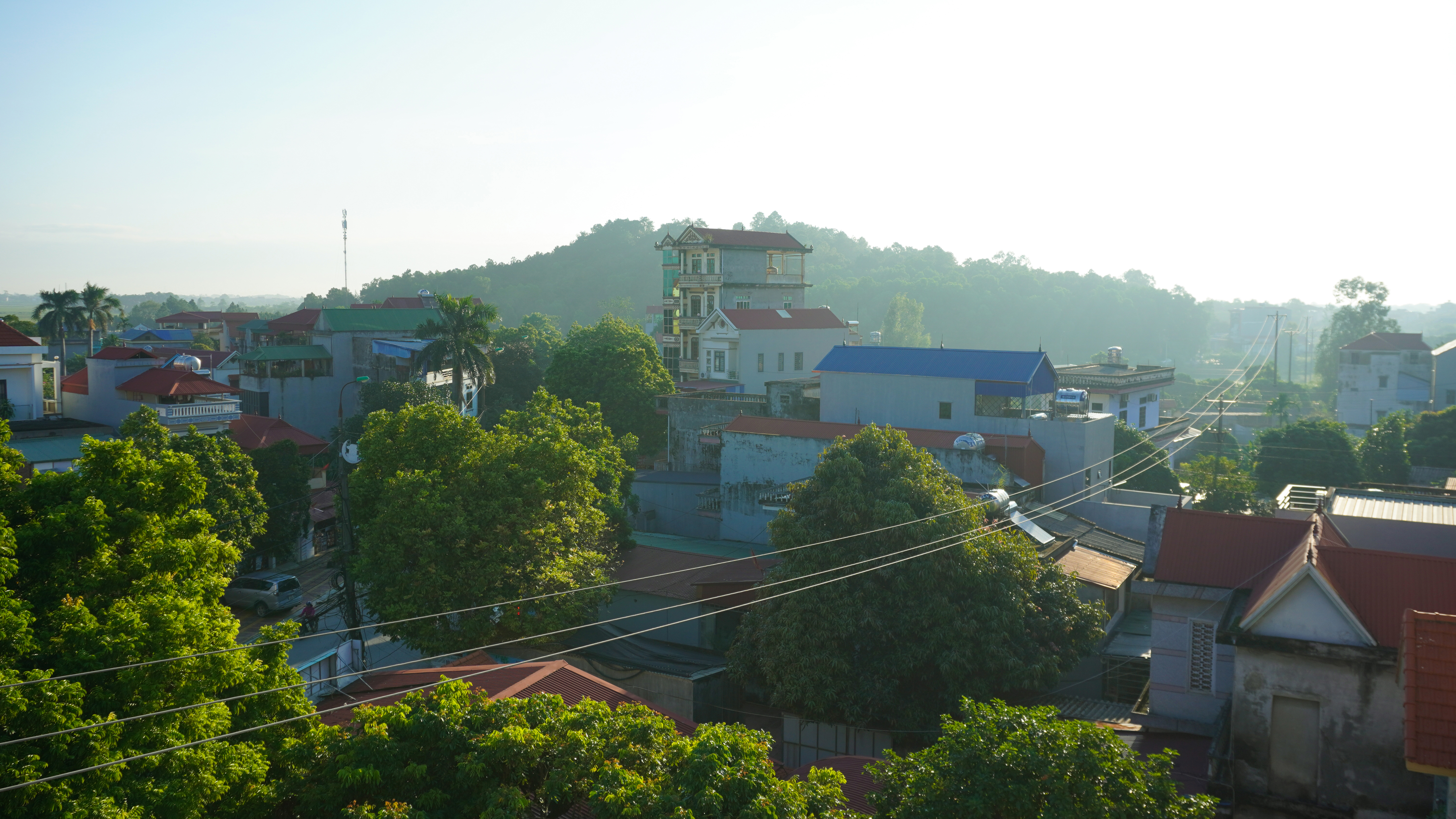
Núi Đôi
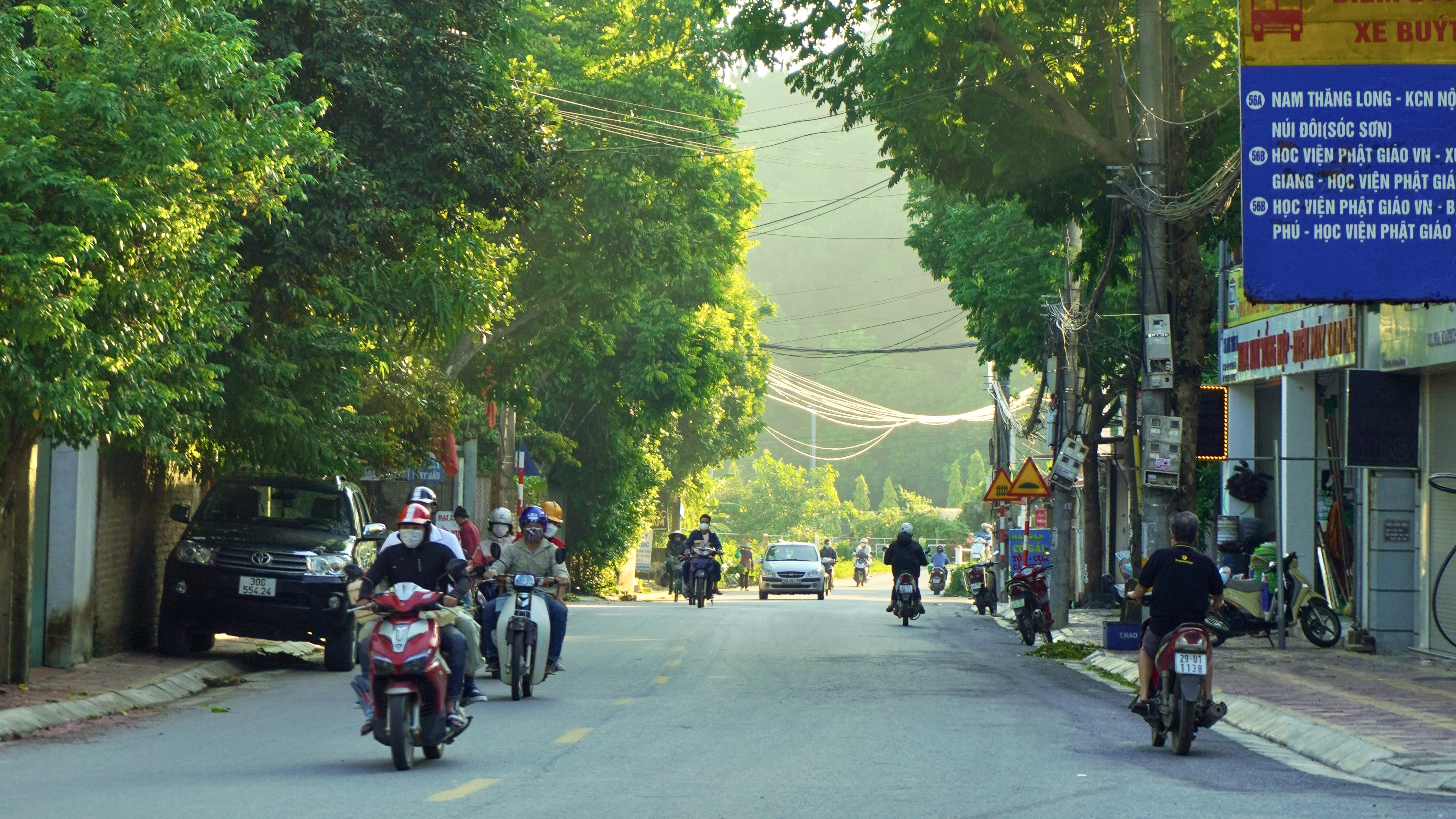
Đường Núi Đôi
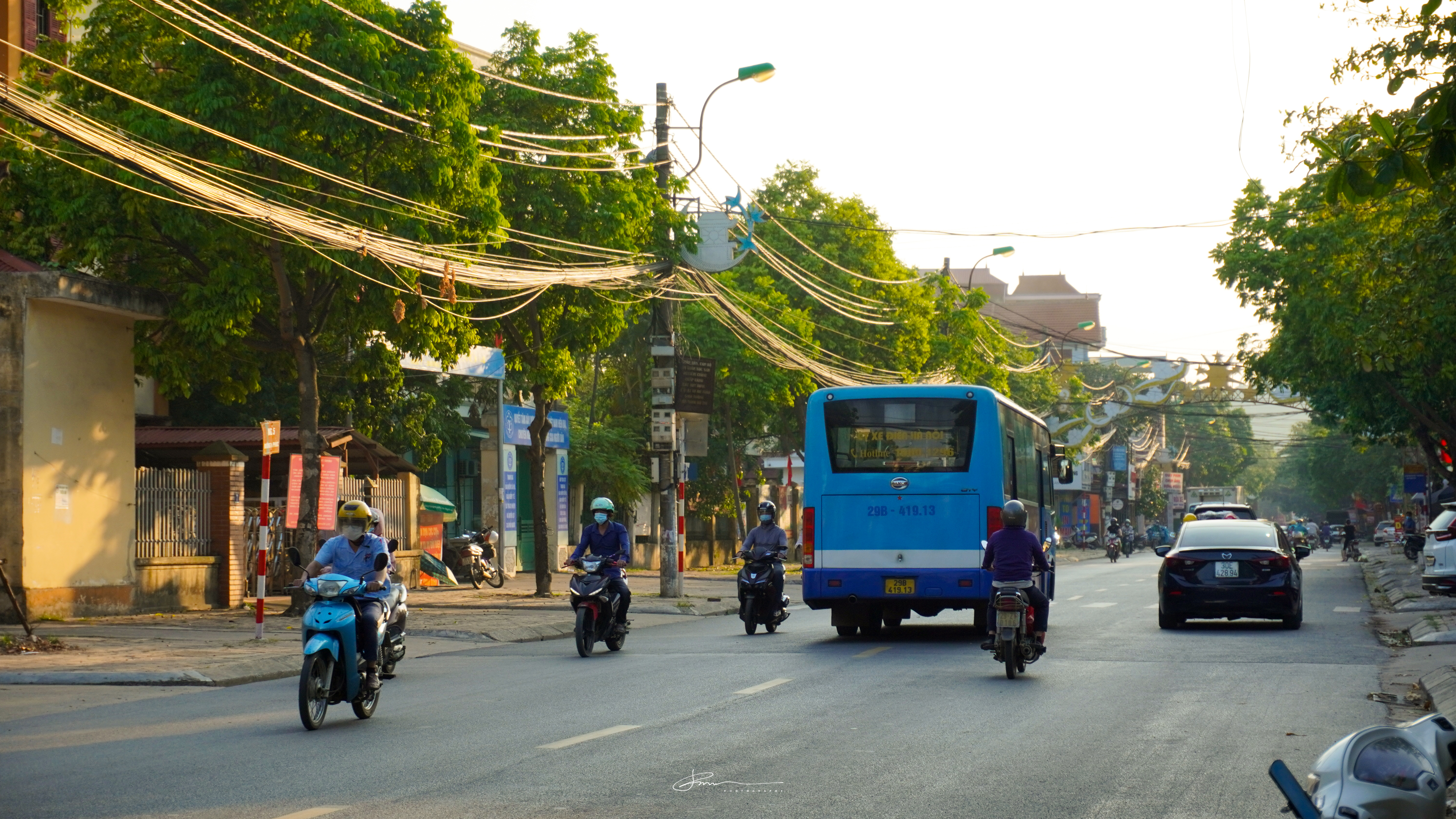
Đường Đa Phúc
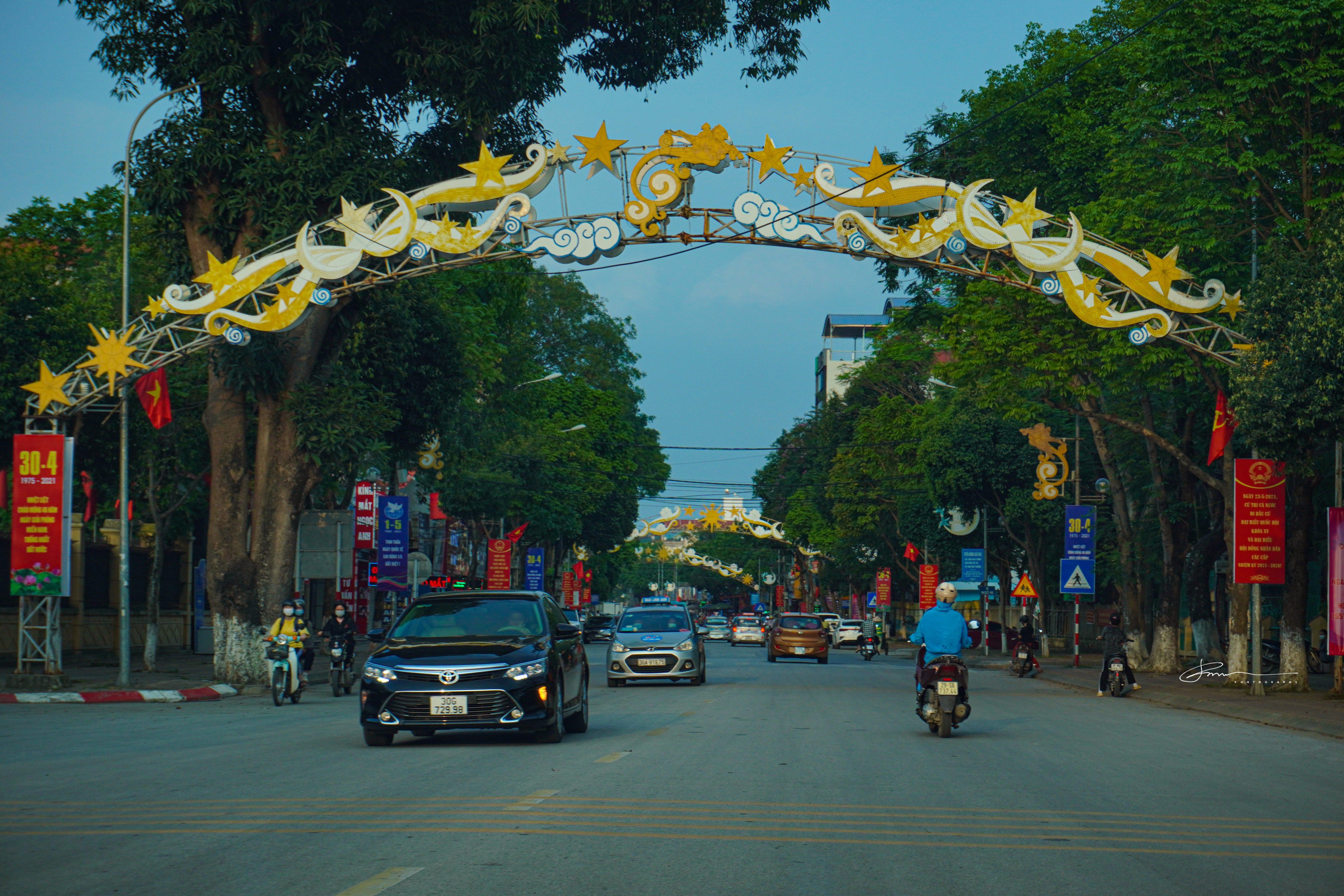
Trung tâm xã
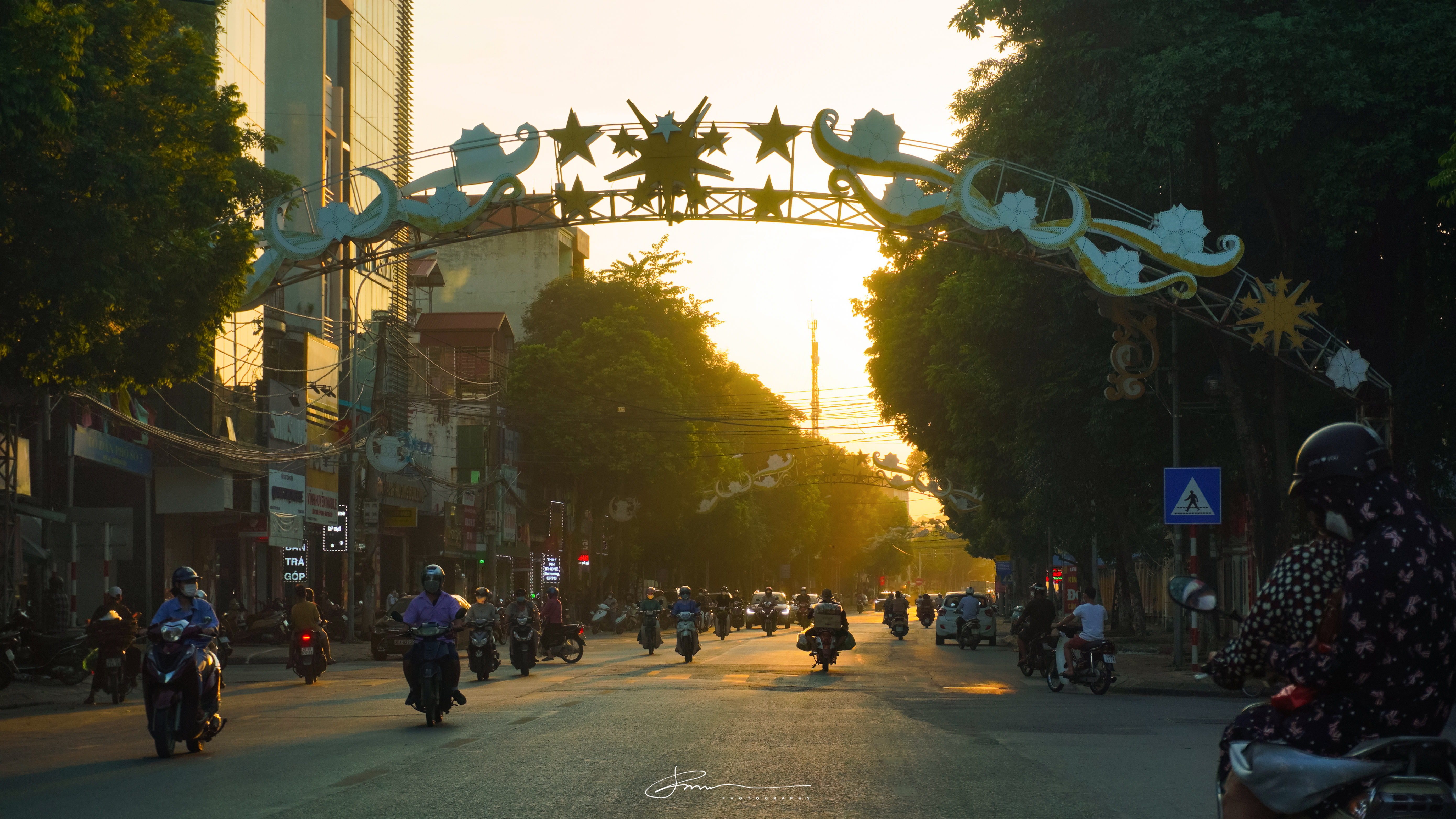
Đường phố gần Chợ Sóc Sơn